# Henri I. Clément

Wappen Henris I. Clément

Henri I. Clément (* 1170; † 1214) war Herr von Mez und Argentan sowie Marschall von Frankreich. Aufgrund seiner geringen Körpergröße wurde er „Le petit Maréchal“ genannt.
Er ist der jüngere Sohn von Robert III. Clément († 1181) und Bruder des Marschalls Albéric Clément.
Mit dem Tod Albérics erbte er die Herrschaft Le Mez. Wie schon sein Bruder wurde er von Philipp II. August zu dessen Marschall ernannt. Als solcher befehligte er die französische Armee bei der Eroberung der Normandie von den Engländern, die 1204 erfolgreich abgeschlossen und der französischen Krondomäne einverleibt wurde. Aufgrund seiner militärischen Erfolge erhielt er von König Philipp II. August die normannische Baronie Argentan als erbliches Lehen.
1214 kämpfte er mit dem Prinzen Ludwig von Frankreich im Poitou gegen Johann Ohneland in der Schlacht bei Roche-aux-Moines. Kurz nach der anschließenden Befreiung der Stadt Angers starb er dort an einer Krankheit, bestattet wurde er im Kloster Turpenay.

## Einzelnachweis
1. ↑  Wilhelm Brito: Gesta Philippi Augusti. In: Léopold Delisle (Hrsg.): Recueil des Historiens des Gaules et de la France. Band 17: Contenant la première livraison des monumens des règnes de Philippe Auguste et de Louis VIII, depuis l’an MCLXXX jusqu’en MCCXXVI. Nouvelle édition. Victor Palmé, Paris 1878, S. 62–116, hier S. 93.

| Vorgänger                                    | Amt                                | Nachfolger        |
| -------------------------------------------- | ---------------------------------- | ----------------- |
| Albéric Clément                              | Herr von Le Mez 1191–1214          | Jean III. Clément |
| französische Krondomäne (Philipp II. August) | Herr von Argentan 1204–1214        | Jean III. Clément |
| Nivelon d’Arras                              | Marschall von Frankreich 1204–1214 | Jean III. Clément |

| Personendaten    | Personendaten            |
| ---------------- | ------------------------ |
| NAME             | Henri I. Clément         |
| KURZBESCHREIBUNG | Marschall von Frankreich |
| GEBURTSDATUM     | 1170                     |
| STERBEDATUM      | 1214                     |